# سدم رؤيسي
السُدم الرؤيسي (باللاتينية: Sedum caespitosum) نوع نباتي يتبع جنس السدم من الفصيلة المخلدية.

## الموئل والانتشار
موطنه بلاد الشام والمغرب العربي وقبرص وجنوب أوروبا.